# Гукова, Маргарита Георгиевна
Маргари́та Гео́ргиевна Гу́кова (в браке Богданович; 16 [28] марта 1884, Житомир (по др. свед. 1887, Острог) — 30 июля 1965, Москва) — русская оперная певица (лирико-драматическое сопрано) и вокальный педагог. Одна из лучших исполнительниц партии Татьяны Лариной в опере «Евгений Онегин» П. И. Чайковского.

## Биография
Маргарита Гукова родилась в 1884 году в Житомире (по др. свед., в 1887 году в Остроге) в семье полицейского надзирателя. В 1901—1906 годах училась в Московской консерватории в классе Умберто Мазетти. В студенческие годы выступала в концертах как певица и пианистка, участвовала в домашних музыкальных вечерах у И. М. Сеченова и Н. В. Даля.
Дебютом на оперной сцене стало исполнение партии Татьяны Лариной в спектакле «Евгений Онегин», поставленном в музыкальной студии «Художественные искания» режиссёром Л. А. Сулержицким. Премьера спектакля состоялась 26 января 1906 года. Постановка и исполнение Гуковой были высоко оценены музыкальными критиками С. Н. Кругликовым, Ю. С. Сахновским, А. Ф. Струве. В том же году состоялся дебют артистки в той же партии на сцене Большого театра.
В 1906—1914 годах была солисткой Большого театра. Её партнёрами по сцене были Ф. И. Шаляпин, Л. В. Собинов, И. А. Алчевский, С. Е. Трезвинский, И. В. Грызунов, В. А. Лосский, В. Р. Петров, С. П. Юдин и многие другие. Вместе с мужем, артистом Большого театра А. В. Богдановичем Гукова выступала с концертами на гастролях в городах России.
В 1914 году совершенствовалась в вокале в Италии, затем отправилась в Германию для консультации с ларингологом. Потребовалась небольшая операция, прошедшая неудачно. Пребывание певицы в Германии совпало с началом Первой мировой войны, Гукова оказалась оторванной от родины. Связанные с этим переживания стали причиной потери голоса. М. Г. Гукова вернулась в Россию, но её вокальная карьера закончилась.
Ценивший её артистические дарования К. С. Станиславский приглашал артистку в труппу Художественного театра, Киноателье А. А. Ханжонкова предлагало съёмки в кино, но Гукова отказалась.
В 1919 году по приглашению Станиславского М. Г. Гукова стала вокальным педагогом в открывшейся при Большом театре Оперной студии. Следующие четыре десятилетия своей жизни занималась педагогической деятельностью. В 1919—1921 годах преподавала в Оперной студии Большого театра, в 1921—1938 годах руководила вокальной частью Оперного театра имени К. С. Станиславского. В 1935—1938 годах преподавала в Оперно-драматической студии К. С. Станиславского. В 1950—1955 годах работала старшим преподавателем сольного пения в Московской консерватории имени П. И. Чайковского. Была консультантом Ансамбля советской оперы ВТО.
Умерла 30 июля 1965 года в Москве.

## Творчество
Как жаль, что Пётр Ильич этого не знал! Это была идеальная Татьяна и по тембру, и по интонации и фразировке, и по простоте и предельной убедительности сценического поведения. Для Татьяны у Гуковой было всё: и настоящее лирическое сопрано, и свой индивидуальный тембр, тембр к тому же с шармом. И Гукова была замечательной артисткой: и эмоциональной, и вдумчивой, и строгой к себе и к своему образу. Её Татьяна — это не просто Чайковский, хотя бы и предельно правильно почувствованный, но Пушкин, и Пушкин, тонко и умно понятый и доведённый до идеала в образе.
За восемь лет работы в Большом театре Маргарита Гукова спела около 20 партий. Была первой исполнительницей партий Поварихи в «Сказке о царе Салтане» Н. А. Римского-Корсакова, Фатимы в «Кавказском пленнике» Ц. А. Кюи, Зиглинды, Ортлинды и Вельгунды в «Гибели богов», «Валькирии» и «Золоте Рейна» Р. Вагнера.
К наибольшим творческим удачам певицы музыковеды относят исполнение партий Шарлотты («Вертер» Ж. Массне), Миньон («Миньон» А. Тома), Тамары («Демон» А. Г. Рубинштейна), Маши («Дубровский» Э. Ф. Направника), Ольги («Псковитянка» Н. А. Римского-Корсакова), Мими «Богема» Дж. Пуччини).

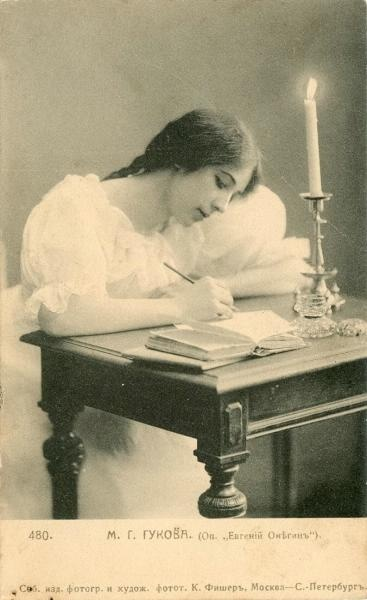
М. Гукова — Татьяна Ларина.
Фотография К. А. Фишера

По оценкам критиков, Гукова обладала прирождёнными вокальными и сценическими данными — «редким по красоте» голосом, отличающимся широтой диапазона, чистотой звучания и теплотой тембра, тонкой музыкальностью, художественным вкусом, драматическим дарованием и артистической индивидуальностью.
Иногда привлекательная внешность артистки становилась помехой для создания образа — в рецензии на постановку «Сказки о царе Салтане» отмечалось: «Из исполнителей на первом месте талантливая г-жа Гукова. Её в меру злая и завистливая Повариха — живое, метко схваченное, с юмором сыгранное лицо. Артистке только несколько мешают её внешние данные, её изящество».
Вершиной вокального и актёрского творчества Маргариты Гуковой считается партия Татьяны в «Евгении Онегине». Музыкальная энциклопедия называет артистку «одной из лучших её исполнительниц». Согласно изданию «Большой театр. Золотые голоса», «певица была признана лучшей её исполнительницей в начале прошлого века», исполнение Гуковой этой партии вошло в историю Большого театра.
М. Вакарин в «Театральных воспоминаниях» писал:

Из всех Татьян, которых я слышал, самой близкой к пушкинской героине я считаю Гукову. В её голосе была особая теплота и какая-то глубина. <…> Татьяна Гуковой была действительно русской девушкой, простой и трогательной, наивной и умной, глубоко переживающей и отдающейся всецело без колебаний охватившему её первому чувству. Ужасно жаль, что Чайковский не дожил до этих спектаклей.— Советская музыка. — М., 1949. — № 4.

## Партии
- Татьяна («Евгений Онегин» П. И. Чайковского)
- Горислава («Руслан и Людмила» М. И. Глинки)
- Прилепа («Пиковая дама» П. И. Чайковского)
- Маша («Дубровский» Э. Ф. Направника)
- Тамара («Демон» А. Г. Рубинштейна)
- Памина («Волшебная флейта» В. Моцарта)
- Шарлотта («Вертер» Ж. Массне)
- Эльза («Лоэнгрин» Р. Вагнера)
- Миньон («Миньон[англ.]» А. Тома)
- Мими «Богема» Дж. Пуччини)
- Маргарита («Фауст» Ш. Гуно)
- Ольга («Псковитянка» Н. А. Римского-Корсакова)
- Фатима («Кавказский пленник» Ц. А. Кюи)
- Зиглинда («Гибель богов» Р. Вагнера)
- Ортлинда («Валькирия» Р. Вагнера)
- Вельгунда («Золото Рейна» Р. Вагнера)
- Повариха «Сказка о царе Салтане» Н. А. Римского-Корсакова)
- Лакме («Лакме» Л. Делиба)
- Валерия («Песнь торжествующей любви» А. Ю. Симона)
- Йеди («Сын мандарина» С. Н. Василенко)[1][5][2][3]

## Педагогическая деятельность
М. Г. Гукова передала свои знания и опыт нескольким поколениям советских певцов. В числе её учеников были С. Я. Лемешев, Е. А. Степанова, С. И. Мигай, Н. К. Печковский, К. Д. Огневой и другие.
В книге «Воспоминания оперного артиста» Н. К. Печковский писал о значении для него её уроков:

Сознательному пению научила меня бывшая артистка Большого театра Маргарита Георгиевна Гукова, с которой я встретился в 1921 году, поступив в оперную студию Станиславского. Когда мне было поручено подготовить роль Вертера, за вокальной стороной следила и учила меня петь именно Гукова. Кроме тех часов, которые официально были отведены для занятий, Маргарита Георгиевна всё своё свободное время отдавала мне. Занятия с М. Г. Гуковой были для меня особенно плодотворными, так как, работая с ней из года в год, я постепенно постигал искусство вокала. Считаю, что из учителей пения больше всего обязан я Гуковой.

## Комментарии
1. ↑  На премьере в Санкт-Петербурге.